# Књига пророка Михеја
Књига пророка Михеја је једна од књига Светог писма Старог завета. Настала је вероватно у време када је пророк Михеј живео, у 7. и 6. веку п. н. е. Начин изражавања је оштар, слично као код Амоса. Он је друштвеним неправдама видео злочин против Бога, што неизбежно изазива гнев Божији. Месијанска идеја је врло присутна – Михеј не говори само о суду Божијем већ и о времену када ће се успоставити Царство Божије.

## Сажетак
Пророк кори владаре, свештенике и пророке Израела који искоришћавају и обмањују људе. То чини због њихових дела због којих ће Јерусалим бити уништен. Пророк Михеј најављује избављење људи који ће отићи из Јерусалима у Вавилон и завршава уз опомену Јерусалима да униште народе који су се окупили против њих. 
Савршен владар ће доћи из Витлејема да штити народ. Михеј најављује победу Јаковљевом остатку и предвиђа дан када ће Господ очистити народ од идлопоклонства и употребе војне моћи. Пророк износи сликовит и јасан преглед Божијих захтева за правдом и верношћу и наговештава осуду за оне који су следили путеве Амрије и Ахава. Књига се завршава пророчком службом која садржи елементе тужбалице. Израел исповеда свој грех и обезбеђује избављење кроз снажна Божија дела.

## Предсказања
Михеј 5:2 је спаситељско пророчанство које су цитирали мудраци са истока који су били у потрази за царем рођеним у Витлејему (Матеј 2:6). Будући да су ови мудраци били упознати са јеврејским Светим Писмом знали су да ће из маленог села Витлејема изаћи Кнез Мира, Светлост света. Михејина порука о греху, покајању и обнови своје крајње испуњење проналази у Исусу Христу који је жртва измирења за наше грехе (Римљанима 3:24-25) и једини пут ка Богу (Јован 14:6).

## Практична примена
Бог нам даје упзорења, тако да нећемо морати да трпимо Његов гнев. Ако не послушамо Божија упозорења и одбацимо Његову одредбу за грех у жртви Његовог Сина, пресуда је сигурна. За оне који верују у Христа, Бог нас неће казнити из мржње већ зато што нас воли. Он зна да грех разара, а жели да будемо целовити. Та целовитост, која је обећање препорода, очекује оне који Му остану послушни.

## Кључни стихови
Михеј 1:2: "Чујте, сви народи, слушај, земљо и шта је на њој, и Господ Бог да вам је сведок, Господ из свете цркве своје."
Михеј 5:2: "А ти, Витлејеме Ефрато, ако и јеси најмањи међу хиљадама Јудиним, из тебе ће ми изаћи који ће бити Господар у Израиљу, коме су изласци од почетка, од вечних времена."
Михеј 6:8: "Показао ти је, човече, шта је добро; и шта Господ иште од тебе осим да чиниш што је право и да љубиш милост и да ходиш смерно с Богом својим?"
Михеј 7:18-19: "Ко је Бог као Ти? Који прашта безакоње и пролази преступе остатку од наследства свог, не држи до века гнев свој, јер Му је мила милост. Опет ће се смиловати на нас; погазиће наша безакоња; бацићеш у дубине морске све грехе њихове."